# Столбовий Іван Михайлович
Іван Михайлович Столбовий (нар. 7 липня 1966, с. Борщівка, Балаклійський район, Харківська область, УРСР) — колишній український проросійський політик, сепаратист, колишній мер Балаклії на Харківщині, проросійській колаборант. Колишній член Партії регіонів.

## Життєпис
Народився 7 липня 1966 року в с. Борщівка Балаклійського району на Харківщині в родині колгоспників. Закінчив Харківський національний університет та Інститут державного управління.
З 1984 до 1992 року був працівником у партійних органах. Із 1992 до 1996 років керував комітетом фізкультури, молоді та спорту Балаклійського районного виконавчого комітету. З 1996 до 2000 року керував Балаклійським районним комітетом профспілки працівників агропромислового комплексу, далі до 2003 року працював на різних позиціях і Балаклійській районній адміністрації. Із 2006 до 2010 керував Балаклійською райрадою, у 2003-2005, 2010-2014 керував Балаклійською РДА.
З 2015 до 2020 року був мером Балаклії. У березні 2022 року почав співпрацювати із росіянами під час повномасштабного вторгнення військ рф до України. 7 квітня стало відомо, що Столбовий із родиною втік до росії.

### Політика
Депутат Харківської облради у 1998—2002 та 2010—2015 роках. До розпуску партії — керівник Балаклійської районної організації «Партії регіонів».
Переміг на виборах мера Балаклії 2020 року від Блоку Кернеса. 26 березня 2022 року, під час повномасштабного вторгнення РФ, російські окупанти викрали Столбового, його заступника Сергія Полторака та начальника відділу цивільного захисту та взаємодії з правоохоронними органами Балаклійської міськради Олега Блудова. За два дні його звільнили, після чого він заявив, що погодився співпрацювати із російськими окупантами.

## Розслідування
Столбового підозрюють у держзраді за те, що 2022 році він співпрацював із росіянами.

## Родина
Одружений, має двох синів.